# Мцхетос
Мцхетос (груз. მცხეთოსი) — старший син Картлоса, онук Фогарми, з роду Яфета.
Мцхетос, згідно з переказами, після смерті батька в усті Арагви заснував фортецю Мцхета, що стала столицею Прадавньої Грузії.

## Нащадки Мцхетоса
Серед синів Мцхетоса найбільш відом три герої:
- Уплос — успадковував батьківську владу, заснував фортецю Уплісцихе, - нині біля міста Горі
- Одзрхос — засновник однієї з південних областей Грузії — Самцхе
- Джавахос — епонім Джавахетії

Рід Мцхетоса, згідно із грузинською хронікою правив Картлійським царством аж до приходу Олександра Македонського.